# هيرذور تورفاسون
هيرذور تورفاسون (بالآيسلندية: Hörður Torfason)‏ (من مواليد 4 سبتمبر 1945)، هو كاتب أغاني وناشط مدني آيسلندي مدافع عن حقوق المثليين وحقوق الإنسان. كتب عديد المسرحيات والشعر، ولعب أدوارًا عديدة على خشبة المسرح وفي العديد من الأفلام، وأخرج نحو 50 إنتاجًا مسرحيًا، بنى ديكور عديد منها بنفسه.

## سيرته
وُلد في 4 سبتمبر 1945، وهو ثاني أكبر أشقائه الستة. تدرّب كممثل في المدرسة الدرامية للمسرح الوطني في أيسلندا في ربيع عام 1970، وعمل أيضا كمخرج من عام 1971. مع أول ألبوم له، والذي سجله في صيف عام 1970 هيرذور تورفاسون يغني أغانيه الخاصة (بالآيسلندية: Hörður Torfason syngur eigin" lög")‏ وكان له تأثير هائل على الموسيقى الأيسلندية، وإعتبره عديدون كقدوة. غالبًا ما يُشار إلى هيرذور باسم المسرح الوطني للريف (بالآيسلندية: "Þjóðleikhús landsbyggðarinnar")‏ لأنه سافر طوال عدة عقود في جميع أنحاء الريف مرة واحدة على الأقل كل عام مع حفلات موسيقية. وقد عمل بشكل مستقل منذ عام 1973، وهو ما يعني أن موسيقاه وأعماله الأخرى لم تُربحه أموال الأثرياء أو الشركات. قام هيرذور بإنتاج 23 ألبومًا.
يعتبر هيرذور شخصية وطنية، وكان أول شخص في آيسلندا يعلن عن مثليته الجنسية، مما جعله ناشطًا في مجال حقوق الإنسان. كان الإلهام والمؤسس الرئيسي لـ جمعية '78 وهي جمعية حقوق المثليين والمثليات في آيسلندا. كما كان في وقت لاحق أيضًا مؤسسًا ومفكرًا ومطورًا وناطقًا باسم منظمة أصوات الناس (بالآيسلندية: Raddir fólksins)‏ في عام 2008 في أعقاب الأزمة المالية الأيسلندية، كما نظم مظاهرات في وزارة التربية والتعليم في صيف عام 2008 حول قضية. كمفكر في الاحتجاجات
في أعقاب الأزمة المالية الأيسلندية لعام 2008 وناشط في مجال حقوق الإنسان، سافر على نطاق واسع حول العالم وألقى محاضرات عن أساليبه. في خريف عام 2008، نشر سيرته الذاتية في كتاب بعنوان تابو.